# Pierre Vandier
Pierre Vandier, né le 26 octobre 1967 à Toulon (Var), est un militaire français.
Amiral, il est commandant suprême allié pour la transformation de l'OTAN depuis le 23 septembre 2024, après avoir été major général des armées du 1er septembre 2023 au 30 juillet 2024, chef d'état-major de la Marine du 1er septembre 2020 au 31 août 2023, chef du cabinet militaire du ministre français des Armées du 1er septembre 2018 au 31 août 2020 et commandant du porte-avions Charles de Gaulle de 2013 à 2015.

## Biographie

### Origine et formation
L'arrière grand-père de Pierre Vandier, Benjamin Vandier (1835-1878), est officier de marine, député et enfin sénateur de la Vendée. Son grand-oncle, également nommé Pierre Vandier et officier de marine (1873-1922), est l'inventeur de la « doctrine des convois » qui permet de réduire les pertes causées par les sous-marins lors de la Première Guerre mondiale,. Son père est enfin commissaire général de la marine.
Pierre Vandier est reçu premier au concours de l'École navale en 1987, et en sort major en 1989. Il effectue son école d'application sur le porte-hélicoptères Jeanne d'Arc lors de la première guerre du Golfe.

### Carrière militaire
À l'issue de la campagne d'application Jeanne d'Arc, il est affecté en tant que chef de service sur l’aviso-escorteur Commandant Bory, qui participera aux opérations de la première guerre du Golfe en 1991 (opération Artimon et soutien à l'opération Daguet). Il est ensuite officier « conduite du navire » sur la frégate de surveillance Prairial.
À partir de 1992, il suit sa formation de pilote de chasse à Salon-de-Provence, Tours puis Hyères. En 1993, il est breveté pilote de l'aéronautique navale et rejoint les flottilles de chasse de Landivisiau sur Super-Étendard (17F puis 11F). Il mène des missions de guerre au sein du groupe aéronaval français et est déployé en Bosnie (1995/1997 – opération Salamandre) et au Kosovo (1999 - opération Trident). Transformé sur Rafale Marine en 2001, il prend le commandement de la flottille 12F, première flottille de Rafale Marine, de 2002 à 2004. Il effectue plusieurs missions de combat en Afghanistan lors de la mission Agapanthe en 2004. Il totalise 2 300 heures de vol et 410 appontages.
Au terme de sa scolarité au Collège interarmées de Défense (CID - 12e promotion), il remplit les fonctions de commandant adjoint opérations du porte-avions Charles De Gaulle de 2005 à 2007, période durant laquelle les aéronefs du groupe aéronaval sont à nouveau employés en soutien des troupes de l’ISAF (force internationale d’assistance à la sécurité, sous l’égide de l’OTAN) en Afghanistan.
En 2007, il est nommé commandant de la frégate de type La Fayette Surcouf. Il participe l'année suivant à l'opération Thalathine, qui porte secours aux otages français du voilier Le Ponant.
Après avoir obtenu le brevet de génie atomique début 2009, il est affecté en tant qu’officier de conduite de programmes à la division « Plans » de l’état-major des Armées (EMA). Il est chargé du programme Rafale et des programmes d’hélicoptères NH90 et Tigre.
En 2011, officier à l'Allied Joint Force Command Naples de l'OTAN, il est chargé de superviser les opérations aériennes françaises menées dans le cadre de l'intervention militaire de 2011 en Libye. De janvier à juin 2013, il dirige la cellule de crise de l'opération Serval et donc les opérations terrestres et aériennes.
Du 24 juillet 2013 au 31 juillet 2015, il commande le porte-avions Charles de Gaulle. Sous son commandement, le porte-avions est engagé dans la mission Bois-Belleau en 2013, puis dans l'opération Chammal au sein de la coalition internationale en Irak et en Syrie lors de la mission Arromanches.
De 2015 à 2016, Pierre Vandier est auditeur de la 68e session nationale de l'Institut des hautes études de Défense nationale.
Il est promu contre-amiral le 1er septembre 2017. Il est nommé à la même date adjoint au commandant de l'arrondissement maritime de la Méditerranée et commandant de la base de défense de Toulon,. En 2018, il publie un livre sur la dissuasion nucléaire française.
Le 1er septembre 2018, Pierre Vandier est nommé chef du cabinet militaire du ministre français des Armées,. Il est directement élevé au rang et appellation de vice-amiral d'escadre le 1er janvier 2020, sans jamais porter les trois étoiles de vice-amiral.

### Amiral

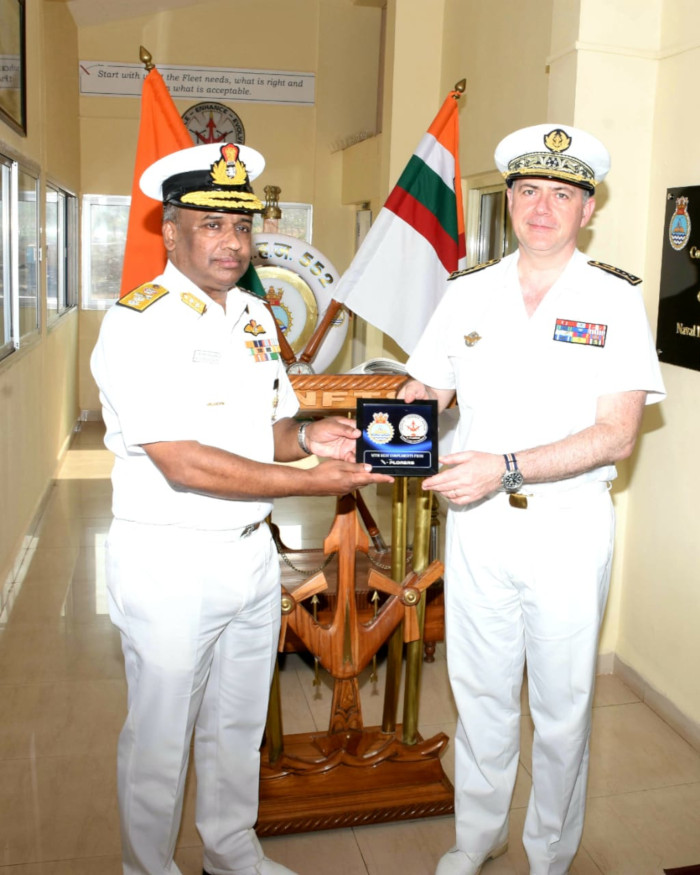
Visite de Pierre Vandier à l'INS Hansa.

Début 2020, son nom est évoqué pour succéder à l'amiral Christophe Prazuck au poste de chef d'état-major de la Marine,, ou à l'amiral Bernard Rogel comme chef de l'état-major particulier du président de la République,. Il est  nommé chef d'état-major de la Marine lors du conseil des ministres du 22 juillet 2020, à compter du 1er septembre suivant. Son prédécesseur, l'amiral Christophe Prazuck, lui transmet la marque de l'amirauté lors d'une cérémonie sur le Charles de Gaulle le 1er septembre 2020.
Pierre Vandier est nommé major général des armées lors du conseil des ministres du 21 juillet 2023, à compter du 1er septembre suivant.
Il est  nommé conseiller du Gouvernement pour la défense lors du conseil des ministres du 19 juin 2024, à compter du 1er août suivant. L'hebdomadaire Le Marin indique qu'il pourrait succéder à Philippe Lavigne en tant que commandant suprême allié pour la transformation de l'OTAN.
Le 21 juin 2024, le Conseil de l'Atlantique Nord annonce dans un communiqué avoir approuvé la nomination de Pierre Vandier au poste de commandant suprême allié pour la transformation à partir du 23 septembre 2024,.

## Publication
- La Dissuasion au troisième âge nucléaire, Monaco, éditions du Rocher, 2018, 105 p. (ISBN 978-2-268-09788-6), deuxième éditions, 2024, 126 pages  (ISBN 978-2-268-11052-3)

## Grades militaires
- 1er novembre 1999 : capitaine de corvette[33].
- 1er novembre 2003 : capitaine de frégate[34].
- 1er novembre 2008 : capitaine de vaisseau[35].
- 1er septembre 2017 : contre-amiral[11].
  - Promu vice-amiral le 1er janvier 2020, Pierre Vandier est directement élevé aux rang et appellation de vice-amiral d'escadre ; il ne porte donc jamais les trois étoiles de vice-amiral[16].
- 1er janvier 2020 : vice-amiral d'escadre[16].
- 1er septembre 2020 : amiral[23].

## Décorations
- Commandeur de la Légion d'honneur en 2021[36] (chevalier en 2003[37] puis officier en 2012[38])
- Grand officier de l'ordre national du Mérite en 2024[39]
- Croix de guerre des Théâtres d'opérations extérieurs
- Croix de la Valeur militaire
- Commandeur de l'ordre du Mérite maritime en 2022[40] (officier en 2015[41])
- Médaille de l'Aéronautique.
- Croix du combattant
- Médaille d'Outre-Mer
- Médaille de la Défense nationale, échelon or
- Médaille de reconnaissance de la Nation
- Médaille commémorative française
- Médaille de l'OTAN Non-Article 5 pour la Force internationale d'assistance et de sécurité
- Officier de l'ordre national du Mali
- Médaille de la Libération du Koweït (en) (Arabie saoudite)